# Ґу Сяньчен
Ґу Сяньчен (17 вересня 1550 — 21 червня 1612) — китайський філософ-неоконфуціанець, один із засновників Дунліньської школи.

## Життєпис
Народився у 1550 році у м. Усі (сучасна провінція Цзянсу). У 1580 році успішно склав імператорський іспит, отримавши вищий вчений ступінь цзінь ши. Після цього займав низку високих посад. У 1594 році був звільнений і розжалуваний.
У 1602 році Ґу Сяньчен відновлений у званнях, але на службу не повернувся. У 1604 започаткував академію Дунлінь (Дунлінь-шуюань), яка згодом перетворилася у Школу Дунлінь або дунлінський рух. Був її очільником до смерті. У 1605 році затоваришував з лідером «партії Хуайфу» Лі Саньцаєм, якого у подальшому просував на найвищі посаду в імперії. Ґу Сяньчен разом із Лі Саньцаєм став лідеромаи руху за реформи. Втім Ґу не вдалося досягти бажаного. У самий розпал боротьби з консерваторами Ґу Сяньчен сконав у 1612 році.

## Філософія
Належав до третього покоління послідовників Ван Янміна, однак піддавав критиці не лише найбільш радикальних, тих, що схилялися до даосизму і буддизму, та тих, що вступали в конфронтацію з офіційною ідеологією янміністів тайчжоуської школи, але й самого Ван Янміна за визнання їм «сутності серця», позбавленої добра і зла, і за вчення про спонтанності морального почуття. Ґу Сяньчен із тези Мен-цзи про доброту (шань) «індивідуальної природи» людини виводив положення про наявність добра у «сутності серця». Слідом за Чжу Сі відстоював можливість виховання морального почуття, разом з тим головною умовою його розвитку, подібно Чжоу Дунь-і та Ян Ши, вважав медітативний стан самозаглибленого «спокою», тобто виступав за моральний саморозвиток.